# Свети Јован Шангајски
Свети Јован Шангајски и Санфранцискански (рус. Иоанн Шанхайский и Сан-Францисский; световно Михаил Борисович Максимовић, рус. Михаил Борисович Максимович; Адамовка, 4. јун 1896 — Сијетл, 2. јул 1966) био је православни епископ у Шангају, архиепископ у западној Европи и Сан Франциску. Канонизован је 1994. године.

## Порекло
Јован Максимовић родио се 4. јуна 1896. године у Русији, у Харковској губернији у месташцу Адамовски. Потицао је из старинске племићке породице, а његов отац Борис Максимовић био је српског порекла па је стога и задржано породично прослављање Светог Архангела Михаила, по коме је он добио име на крштењу а Јован му је касније монашко име. Породица Максимовић избегла је у 17. веку у Русију, пред најездом турских освајача. Српски језик у кући нису запоставили. Осим њега још један члан породице Максимовић проглашен је за светитеља, био је то Свети Јован Тобољски, сибирски мисионар. Његова мати Глафира, као и цела породица истицала се изузетном побожношћу.

## Детињство и школовање, рат
Још као дечак Михаило Максимовић разликовао се од остале деце: тешко је говорио, мало је јео, није волео гимнастику ни плес. Његова француска дадиља прешла је, под дечаковим утицајем, у православље.
Ипак, Миша није одмах кренуо путем служења Богу.
Као осамнаестогодишњак Михаило је завршио Полтавски кадетски корпус и уписао се на Правни факултет на Харковском царском универзитету где је дипломирао четири године касније. Тих година тамо је боравио и истакнути руски теолог, тада архиепископ Харковски Антоније Храповицки. Врата његовог владичанског двора била су увек отворена не само за студенте-теологе, већ и за сву младеж, која се интересовала за питања вере. Тако је дошло и до сусрета Мише Максимовича и владике Антонија, што је оставило неизбрисив траг у души побожног Михаила. Кад је у Русији избила Октобарска револуција, официр Максимовић је кренуо у рат на страни цара борећи се против бољшевика. Рањен је у десну ногу и због тога је до краја живота остао хром.

## Долазак у Србију, рад у Богословији
Страхоте октобарског преврата и грађанског рата нису мимоишле ни породицу Максимович јер делећи судбину неколико милиона руских избеглица и они су се нашли ван домовине, после многих лутања - у Србији, у Београду, где је тада била велика колонија Руса. Поновни сусрет са митрополитом Антонијем био је од пресудног значаја за Михаила. Живећи као избеглица у оскудици бивши племић зарађивао је за живот своје породице продајући дневне новине, између осталих и „Политику“ у Кнез Михаиловој улици и испред Саборне цркве, у којој је касније неко време и служио. Остало је забележено да Миша није трчао улицама, већ би ћутке стајао како кажу најчешће испред Народног позоришта али би и тако веома брзо распродао примерке. Овог необичног и сиромашног продавца новина сви су добро знали у Београду по томе што је и зими и лети ишао бос. Свакога јутра кренуо би прво у Патријаршију да тамо службеницима прода новине. Нико од њих није знао да је племић аскета, вредни продавац новина већ завршио два факултета.
У Београду је потом уписао и 1925. године завршио Теолошки факултет. Редовно је посећивао богослужења у Руским црквама у Београду и Сремским Карловцима, где је најчешће боравио Митрополит Антоније, сада поглавар Руске заграничне Цркве, чије је седиште било управо у Србији. У руској цркви у Београду га је владика Антоније, поглавар Руске православне заграничне цркве произвео у чин чтеца. Михаило је одлучио да напусти мирски живот и повуче се у манастир. Тада је жариште монашког живота у Србији било у манастиру Миљково, где се окупило много руских и српских монаха око истакнутог духовника архимандрита Амвросија Курганова. Замонашио се у Миљковом манастиру код Свилајнца на Ваведење 1925. године узевши име Јован, према свом претку Јовану Тоболском. Тада је отац Јован преузео један од најтежих аскетских завета -  подвиг неспавања, у чему је истрајао пуних 40 година, до саме блажене кончине. Од 1925. до 1927. године предавао је веронауку у гимназији у Великој Кикинди. Дошао је 1928. године са руским монасима у манастир Миљково. Свети синод Српске православне цркве поставио га је 1929. године за суплента Богословије у Охридској епархији у Битољу. Охридском епархијом тада је управљао владика Николај Велимировић, за којег је Јован изрекао да је Златоуст наших дана док је Владика Николај ђацима говорио за Светог Јована да је анђео Божији у људском обличју и живи светитељ. И тада се већ јасно испољило светитељство оца Јована. Први је то открио Свети владика Николај који је често говорио: "Ако желите да видите живог светитеља – отидите код оца Јована". Истовремено са светим владиком Николајем Велимировићем остварио је трајно пријатељство и са светим авом Јустином Поповићем. Заједно са Светим владиком Николајем, Свети Јован Шангајски је заслужан за канонизацију Св. Јована Кронштатског.
Почели су да га прате његови ученици и чак су му стављали у кревет разне оштре предмете и тако установили да он уопште не користи постељу већ се целе ноћи моли Богу и само мало дремне онако на коленима пред иконама. Али су зато открили да он сваке ноћи обилази све њихове собе, да их крсти онако уснуле и да их покрива ћебетом да не назебу. Ђаци Богословије приметили су да отац Јован једе мало, и то само једном дневно, да се никада не љути и никада не спава, већ проводи ноћи клечећи пред иконом. Тајно је обилазио ђаке на спавању, благосиљао их и молио се над њима. Од дана свог монашког пострига па до смрти никада није спавао у постељи. Пошто никада није спавао дешавало се да га за време часа ипак ухвати сан. У Битољу се убрзо прочуо као добротвор и доброчинитељ. Отац Јован Максимовић посебно је поштовао Светог Наума Охридског јер је имао моћ исцељења душевно оболелих. Управо са иконом светог Наума обилазио је болнице и молио се за здравље болесника. Још из тог времена потичу приче о његовим чудотворним исцелитељским моћима.
Чак је почео да учи и македонски језик.
Тих година јасно се испољио још један став којег се целог живота држао отац Јован - постоји само православље и православна сабраћа, без обзира на националност.

## Епископ и светитељ
Године 1934. отац Јован се појавио у Београду. Познаницима који су питали откуд он овде објашњавао је да је посреди грешка: неког Јована изабраше за владику, а јавише њему. Сутрадан је објашњавао да је грешка много већа јер изабраше њега за владику.
Као разлог одбијања те велике почасти наводио је своју говорну ману, али су му у Синоду Руске православне заграничне Цркве истакли пример старозаветног пророка Мојсија који је био муцавац.
У Руској цркви Свете Тројице на Ташмајдану, 28. маја, по старом календару, 1934. године Блаженејши митрополит Кијевски и Галицки Антоније хиротонисао је оца Јована за епископа Шангајског Руске православне заграничне цркве и то је била последња хиротонија тог истакнутог поглавара Руске православне заграничне Цркве. У пропратном писму пастви у Шангају владика Антоније је написао и ове речи: ..."Шаљем га као своју душу, као своје срце... Он је чудо подвижничке чистоте и строгости у ово наше време свеопште духовне посрнулости." Епископ Шангајски Јован стигао је у Шангај на Ваведење исте године. Тада је у Кини било на стотине хиљада руских избеглица, веома много управо у Шангају. Владика Јован, иако није био човек "од овога света", својим огромним духовним ауторитетом успео је да доврши огроман саборни храм Пресвете Богородице, парохијски дом, старачки дом, центре за помоћ у исхрани за сиромашне, гимназију, сиротишта за децу без родитеља. Главна помоћ пастви биле су молитве Светог Владике, његова чудесна исцељења безнадежних болесника и велика помоћ невољницима у другим приликама. У Шангају је основао чувено сиротиште Светог Тихона Задонског које је удомило чак око 4000 деце. Несрећне и напуштене малишане налазио је по буџацима шангајских четврти изгладнеле и болесне. Тешко су га погађале и посете душевним болесницима и за њих се посебно молио. Сачувана су многобројна сведочанства некадашњих смртно болесних људи којима је Јован Шангајски помогао. Утемељио је Кинеску православну цркву. Св. Јован Шангајски успоставља и блиске везе са православним црквама Србије, Украјине и Грчке. Захваљујући његовом мисионарском раду и љубави, стотине хиљада Кинеза прелази у православље. Када је добио премештај у Сан Франциско, сви штићеници овог дома пошли су за њим у Сједињене Америчке Државе.
Постао је епископ Западне Америке и Сан Франциска, подизао у овом граду цркве, сиротишта, болнице, старачке домове, школе, мензе, спасавао ноћу напуштену децу са улица, обилазио болесне у болницама и домовима, људе у невољи и на самрти, молио се за њих, помагао свесрдно, причешћивао их и чудесно исцељивао, творећи небројена чуда још за живота. Појављивао се најчешће непозван, појмивши својим прозорљивим духовним оком коме је потребна његова помоћ и заступништво, као и веома брзо код оних који су га у молитви призивали, чак и тамо где су све капије биле закључане и под строгим надзором.
О њему се никада није могло говорити са становишта обичних људских мерила.
Када су у Кини на власт дошли комунисти и руским избеглицама запретила нова опасност епископ Јован је успео да спасе 1949. године десетак хиљада својих парохијана и преко Филипина већину њих пребаци у Америку. Логор за паству Светог Владике налазио се на острву Тобабау.
Била је сезона разорних тајфуна. Али су сви они, на велико изненађење староседелаца, стално заобилазили управо то острво.
Мештани су са запрепашћењем открили да Владика сваке ноћи обилази око логора и моли се. Тек пошто је Владика пребацио све своје штићенике у Америку, ужасни ураган је до темеља уништио читав логор.
Док је боравио четири године на Филипинима, молећи се ноћу на све четири стране света, заустављао је урагане или би они заобилазили острво, да би поново ударали када га је Св. Јован Шангајски напустио.
Руси су, после доласка комуниста на власт у Кини, поново кренули у изгнанство. Епископ Јован био је с њима. Свети синод Руске православне заграничне цркве поставио је владику Јована 1951. године за архиепископа западноевропског. Дошао је у Париз. Свету Литургију је служио на руском, српском, грчком, енглеском, холандском, француском, кинеском и црквенословенском, стојећи бос у олтару, сматрајући се недостојним да гази обувен пред Светим Престолом, због чега је у Француској назван и Св. Јован Боси. Никада није пропуштао ни један дан да не служи Литургију. Обилазио је бројне западноевропске градове и оживљавао спомен на западне светитеље. Учио је да свака земља мора поштовати своје помесне светитеље, колико и остале велике православне светитеље. Захваљујући њему обављено је и прво рукоположење за епископа Православне цркве Француске. И боравећи у Европи владика Јован је неуморно помагао својој пастви, нарочито болеснима, сиромашним и незбринутој деци. Помагао је православним Французима, Холанђанима, Немцима. Свој аскетски подвиг још је и пооштрио: и лети и зими носио је само сандале без чарапа. За кратко време тај скромни и необични руски владика прочуо се по целој Европи. Дешавало се да воз из Версаја касни у поласку јер машиновођа чека да стигне "руски светац". Интересантно је да је Владика трагао за моштима и пронашавши их прослављао их јер се радило о свецима пре поделе на западну и источну хришћанску цркву. За Србе је интересантан један случај из "европског" периода живота Владике Јована. Једног дана он је стигавши у Марсељ изашао на средину веома прометног трга, ставио епитрахиљ, упалио жеравицу у кадионици и почео да служи парастос. Саобраћај је заустављен и окупише се људи. Кад је он завршио помен објаснио је окупљенима да је на овом месту злочиначки убијен један православни монарх – краљ Југославије Александар Карађорђевић. Европски период живота и прегалаштва на "њиви Христовој" Светог Владике Јована трајао је нешто више од 10 година. Свети синод Руске заграничне Цркве преместио је потом Владику Јована из Европе у Америку за архиепископа Сан-Франциског да би помагао завршетак градње тамошње велике Саборне цркве посвећене Пресветој Богородици. Због болести архиепископа Сан-Франциског Тихона тамо је дошло до великих свађа око изградње велике саборне цркве. На нову епископску катедру Свети Владика Јован стигао је на Ваведење 1962. године. У Сан Франциско стигао је у јесен 1962. године. Ту је постао духовни отац светог Серафима Роуза. По његовом благослову, Серафим Роуз оснива манастир Св. Германа Аљаског у Платини у Калифорнији, који постаје расадник православља у Сједињеним Америчким Државама. Као члановима Руске Заграничне Цркве, Српска православна црква им пружа свесрдну помоћ и прихвата их у своје окриље, као интегрални део СПЦ. Тако је отпочео најкраћи, али и најтегобнији део његовог архипастирског служења. Владика је био принуђен да мири паству, да се бори са тајним непријатељима у Синоду, чак је доспео и на грађански амерички суд, под оптужбом да је проневерио неки новац за нови храм. Наравно – био је ослобођен одговорности, али је био страшно потресен и понижен. На суду га је бранио епископ Сава Сарачевић, иначе правник по струци, велики поштовалац и сабрат Светог Владике. Иако је међу његовим парохијанима било доста његових "шангајаца", било је доста старих емиграната који су већ потпуно постали "Американци" јер су тражили да се сви празници славе искључиво недељом, инсистирали су да се у храмовима поставе клупе те да сви седе баш као код католика или у другим неправославним богомољама. Владика се енергично супротстављао тим новотаријама. Дешавало се да неочекивано упадне на "бал" поводом празника "Ноћ вештица" и прекори своју паству јер није била на бденију. Једном речју, биле су то немирне године за већ прилично исцрпљеног владику.
Док је службовао у Паризу, називали су га Јованом Босим јер је често ишао бос. Није се обувао јер су му ноге стално биле отечене будући да га готово нико никада није видео да лежи и одмара се. Последње четири деценије свога живота није имао уобичајени сан, одлучио се на подвиг ноћног бдења не спуштајући се никада на кревет. Његов узор у томе био је свети архиепископ Мелентије Леонтович чије су мошти почивале у Успењској цркви у Харкову и који је узео на себе молитвени подвиг борбе са сном проводећи ноћи непомично стојећи руку подигнутих увис и никада не лежући у кревет. Имао је дар натприродног памћења и прозорљивости.
Средином јула 1966. године Владика је донео у Сијетл чудотворну икону Знаменија Курску.
У Свето-Николајевској цркви у Сијетлу 2. јула 1966. године (19. јуна по старом календару) на Светог Наума Охридског служио је литургију. По свом обичају, после службе остао је у олтару још три сата. Онда је отишао у парохијски дом и ту је умро. Тихо се упокојио у својој соби где је увек одседао. На дан смрти пратио је чудотворну икону Пресвете Богородице („Курскаја - Коренаја“). Пред њом је и умро. Његово уморно тело, после 40 година подвига, положише на кревет. Сахрањен је пет дана касније у Богородичиној саборној цркви у Сан-Франциску.
Његова сахрана, којој су присуствовале хиљаде и хиљаде поклоника, од туге је претворена у радосно прослављање победе живота над смрћу, победе Васкрсења Христовог. Његова соба претворена је у капелу, у којој се од тада врше богослужења. Испод ње је основана америчка мисионарска парохија Св. Нектарија Егинског, кога је Св. Јован веома поштовао и волео.
Мошти Св. Јована Шангајског обретене су 1993. године нетрулежне, а данас почивају у храму посвећеном икони Богородице "Свих жалосних Радост" у Сан Франциску, који је подигао. Од светог јелеја из кандила над његовим моштима небројено много људи је добило исцељење, а многоструко се потврдило и његово силно и брзо заступништво пред Богом свима који му се са вером и љубављу помоле. Заштитник је путника, нарочито оних који лете авионом, болесних, деце, сирочади, удовица, зависника алкохоличара и наркомана, неправедно оптужених, душевних болесника, одгонитељ непријатељских напада и демона и брзи помоћник током великих временских непогода, саобраћајних несрећа и других опасности. Гроб Св. Јована Шангајског одмах је постао стециште многих поклоника из читаве васељене. Патријарх српски Павле походио је гроб Светога 1992. године, током своје историјске посете Сједињеним Америчким Државама. Архиепископ Јован Шангајски тада још није био канонизован, али се патријарх Павле поклонио његовим моштима као Светоме и појао му тропар. Овакво поклоњење једног православног патријарха гробу Архиепископа Јована пресудно је утицало на коначну одлуку Руске Заграничне Цркве о његовој канонизацији.
О себи је написао следеће:
Откад знам за себе, желео сам да служим правди и истини. Моји родитељи разгорели су у мени непоколебљиву тежњу да се борим за истину, а душа се моја усхићивала примерима оних који су жртвовали свој живот за њу.— Свети Јован Шангајски
За светитеља је проглашен (канонизован) 2. јула 1994. од стране Руске православне заграничне цркве у Сан Франциску, Калифорнија као Свети Јован Шангајски и Санфранцискански.
Сматра се за једног од највећих православних светитеља 20. века.

## Чуда
О томе како је свети владика Јован био прозорљив и како су се по његовим молитвама дешавала разна чудесна исцелења и други облици милости Божије према невољницима постоје опширне књиге и записи. Овом приликом задржаћемо се само на неким од њих:
-	Ана Лушњикова је тешко рањена за време рата 1945. године. Умирала је у болници. Молила је да позову владику Јована да је причести. Напољу је било страшно невреме. И лекари и сестре убеђивали су Ану да нико не може по таквом невремену да дође, да је ратно стање и није дозвољено кретање ноћу. Али умирућа Ана је инсистирала, чак је гласно дозивала владику. Одједном се на вратима појавио владика Јован сав мокар и задихан. "Опипала сам га да се убедим да није дух" – каже Ана у својим сећањима. Он се осмехнуо, исповедио Ану и причестио. Све је то видела још једна болесница. Ана је спавала 18 сати и пробудила се опорављена. Изненађени персонал болнице није веровао у  посету Владике: невреме, закључана зграда болнице, полицијски час.... Међутим Ана се сетила да јој је владика под јастук ставио новчаницу од 20 долара као помоћ за лечење. Она је подигла јастук и сви су угледали новчаницу. Ускоро је она напустила болницу потпуно здрава.
-	Једну жену, госпођу Мешњикову, ујео је у Шангају бесан пас. Како је време било ратно није било вакцина Пастера и она је у мукама умирала. Једне ноћи владика је дуго чекао да она дође себи да би је исповедио и причестио. Само што је она примила свете тајне добила је изненадни напад са пеном беснила и повратила Свето причешће. Владика је побожно покупио све и појео. Запањени лекари, медицинско особље хватали су га за руке да то спрече јер је то било смртоносно. Свети владика је само рекао: "Знам да је заразно. Али ништа се неће десити јер су то Свети дарови".
-	У архиви Шангајске Државне болнице остао је овакав запис: Девојка по имену Људмила Садовска примљена је у безнадежном стању после пада са коња. Пулс је био слаб, глава разбијена, делићи костију лобање повредили су мозак. Њена сестра је отрчала по владику. Он је убрзо дошао, замолио све да напусте собу и провео у молитви неколико сати. Онда је позвао главног лекара да поново прегледа болесницу. Сви су били изненађени: пулс је био нормалан, стање толико побољшано да је Људмила одмах оперисана и то у присуству владике. Операција је успела, Људмила је проговорила, није изгубила вид....
-	Свети Владика Јован је био духовно везан за Блаженејешег митрополита Антонија Храповицког који му је духовник низ година, усмерио га ка монаштву, замонашио га, рукоположио у свештенички чин, а на крају и хиротонисао у епископа. Блиски сарадници светог владике казују да се Владика Јован 28. јула (10.08. по новом  календару) 1936. године седећи у својој канцеларији одједном пожалио на неки бол у срцу. Сутрадан им је јављено да је тог дана преминуо у Сремским Карловцима митрополит Антоније.
-	Светог владику су једном позвали да хитно причести неког човека који је био у болници на самрти. Узевши Свете Дарове владика је у пратњи једног свештеника кренуо тамо. Прво су наишли на једног младића који је свирао хармонику. Био је расположен јер се опоравио и убрзо је требало да напусти болницу. Свети владика му се обратио и рекао: "Желео бих сада да те причестим". Младић је био побожан, исповеди се и причести. Изненађени свештеник упита светог владику зашто не похита умирућем, већ се задржа код здравог човека. Свети владика му одговори: "Овај ће умрети ноћас, а онај који је тешко болестан живеће још много година." Тако се и десило.
-	Једна руска Јеврејка имала је болесног дечака. Све је покушала да би га излечила, али ништа није помогло. Неко јој рече за руског "баћушку Јована". Она оде у храм где је свети владика служио и замоли га да се помоли за њеног сина Мишу (сакрила је име сина плашећи се да свети владика неће да се помоли за јеврејско дете). Свети владика је погледа сву очајну и рече: "Жено иди са миром! Помолићу се за твог сина Мојшеа". Она се јако запрепасти кад чу право јеврејско име свог детета. Ускоро је дечак оздравио и постаде Михаило кроз крштење.
-	Један ђакон руске цркве у Паризу саслужио је светом владици на опелу епископа Натанајила. Владика је био исцрпљен Великим постом и тек прележаном болешћу па је идући са сандуком до раке стално посртао. Ђакон га је стално придржавао. У неко доба он помисли: "Много си ми слаб Владико. Да ниси ти следећи?" Свети Владика само што не паде, а ђакон ће опет: "Нећеш ни ти дуго". Одједном свети владика рече: "Прекини већ једном!"
-	Свети владика обилно помаже својим молитвама и после свог блаженог упокојења. Ево исповести Вере Терехове из Сан-Франциска. Њена другарица Ана се тешко разболела. Опаки вирус напао јој је мозак. Била је у коми већ недељу дана. Вера оде у Цркву Свете Богородице коју је Свети Владика подигао и где почивају његове мошти, сиђе у крипту (тада још увек владика није био канонизован) и стави цедуљу са именом Ане под митру светог Јована која се налазила на његовом саркофагу. После је сазнала да је управо тог тренутка Ана отворила очи. Ускоро се потпуно опоравила.
-	Свети владика Јован је изузетно волео и поштовао члана Синода Руске заграничне Цркве Архиепископа Чељабинског Гаврила (Чепур). То је био предиван духовник, велики теолог и беседник, даровити композитор духовне музике. Кад му се отац Јован пожалио да је тако брзо замонашен и рукоположен да није стигао да обавести родитеље те нису ни дошли у манастир Миљково, владика Гаврило рече: "Ништа, ништа...позваћемо их на хиротонију!" Он није дочекао тај тренутак јер се упокојио 1/14. марта 1933. године, али је оцу Јовану завештао своју панагију, а као по његовом пророчанству митрополит Антоније је дозволио да родитељи Јованови присуствују хиротонији: отац његов Борис у олтару, а мати Глафира на вратима.

## Обележавање дана светог владике у Београду
У Србији, у Београду постоје старији људи који су имали прилике да виде и чују Светог Владику Јована Шангајског. Било као професора у Богословији, било као епископа на служби. Наравно – све их је мање и мање. Али је зато веома утешно да је све више и више младих људи који читају житије Светог Владике, моле се Њему и желе да што више сазнају о његовом животу и чудима. Такву жељу су видно испољавали и млади побожни чланови духовне заједнице "Кампсаде" окупљене око духовника, старешине Светог Трифуна на Топчидерском гробљу протојереја-ставрофора оца Дејана Дејановића. Већ много година на дан блажене кончине Светог Владике у цркви Светог Трифуна служи се Света Литургија. У храму се чува икона Ваведења Мајке Божије пред којом се Свети Владика молио и на чијој полеђини пише да је то дар Његове захвалне пастве у Шангају и да му је та икона уручена у другој годишњици Његовог доласка у Шангај на Ваведење 1936. године. Благочестиви брат Владан О. члан духовне заједнице "Кампсаде", по благослову оца Дејана донео је из  Сан-Франциска свето уље из кандила које неугасиво гори пред моштима Светог Владике Јована Миљковског, Београдског, Битољског, Шангајског и Сан–Франциског. Од децембра 2008. године, по благослову патријарха Павла, у храму Светог Трифуна налази се честица моштију Светог Јована Шангајског донесена из Сан-Франциска - велика светиња  и Божији дар нашем православном српском народу.